# Бруццано-Цеффіріо
Бруццано-Цеффіріо (італ. Bruzzano Zeffirio, сиц. Bruzzanu) — муніципалітет в Італії, у регіоні Калабрія,  метрополійне місто Реджо-Калабрія‎.
Бруццано-Цеффіріо розташоване на відстані близько 530 км на південний схід від Рима, 110 км на південний захід від Катандзаро, 39 км на схід від Реджо-Калабрії.
Населення — 1139 осіб (2014).

## Демографія
Населення за роками:

Станом на 1 січня 2023 року в муніципалітеті офіційно проживало 70 іноземців з 15 країн, серед них 23 громадяни країн Євросоюзу та 2 громадяни України.

## Сусідні муніципалітети
- Африко
- Бранкалеоне
- Ферруццано
- Сант'Агата-дель-Б'янко
- Стаїті